# Campeonato Mundial de Ajedrez 2014
El Campeonato Mundial de Ajedrez 2014 es un encuentro de ajedrez que se celebró del 7 al 23 de noviembre de 2014 bajo el auspicio de la Federación Internacional de Ajedrez (FIDE) en la ciudad rusa de Sochi, entre el ganador del Campeonato Mundial de Ajedrez 2013, el noruego Magnus Carlsen, y el ganador del Torneo de Candidatos 2014, el indio Viswanathan Anand. Carlsen revalidó su título de Campeón del Mundo de Ajedrez tras 11 partidas.

## Torneo de Candidatos
El candidato se determinó en el Torneo de Candidatos de 2014, del 12 al 30 de marzo de 2014 en Janty-Mansisk, Rusia. Los participantes fueron:
| Plaza | Clasificado           |
| --- | --------------------- |
| Perdedor del Campeonato Mundial de Ajedrez 2013 | Viswanathan Anand     |
| Los dos primeros clasificados en la Copa del Mundo de Ajedrez 2013 | Dmitri Andreikin      |
| Los dos primeros clasificados en la Copa del Mundo de Ajedrez 2013 | Vladímir Krámnik      |
| Los dos primeros clasificados en el Grand Prix de la FIDE 2012–2013 | Veselin Topalov       |
| Los dos primeros clasificados en el Grand Prix de la FIDE 2012–2013 | Shakhriyar Mamedyarov |
| Los siguientes dos jugadores con mayor rating que hayan jugado la Copa del Mundo de Ajedrez 2013 o el Grand Prix de la FIDE 2012-13 (promedio de Rating FIDE de las 12 listas mensuales desde agosto de 2012 a julio de 2013) | Levon Aronian         |
| Los siguientes dos jugadores con mayor rating que hayan jugado la Copa del Mundo de Ajedrez 2013 o el Grand Prix de la FIDE 2012-13 (promedio de Rating FIDE de las 12 listas mensuales desde agosto de 2012 a julio de 2013) | Serguéi Kariakin      |
| Invitado por el Comité organizador (Rating FIDE de al menos 2725 en julio de 2013) | Peter Svidler         |

### Resultado
El torneo lo ganó de forma clara Anand, al sacar una renta de 1 punto al segundo clasificado Kariakin, y 1.5 y 2 puntos a los otros dos favoritos, Kramnik y Aronian respectivamente.
| Pos | Jugador               | Rating Marzo de 2014[7] | 1 (VA) | 1 (VA) | 2 (SK) | 2 (SK) | 3 (VK) | 3 (VK) | 4 (SM) | 4 (SM) | 5 (DA) | 5 (DA) | 6 (LA) | 6 (LA) | 7 (PS) | 7 (PS) | 8 (VT) | 8 (VT) | Puntos | Desempates[8] | Desempates[8] | Desempates[8] |
| Pos | Jugador               | Rating Marzo de 2014[7] | 1 (VA) | 1 (VA) | 2 (SK) | 2 (SK) | 3 (VK) | 3 (VK) | 4 (SM) | 4 (SM) | 5 (DA) | 5 (DA) | 6 (LA) | 6 (LA) | 7 (PS) | 7 (PS) | 8 (VT) | 8 (VT) | Puntos | H2H           | Victorias     | SB            |
|     |                       |                         | B      | N      | B      | N      | B      | N      | B      | N      | B      | N      | B      | N      | B      | N      | B      | N      |        |               |               |               |
| --- | --------------------- | ----------------------- | ------ | ------ | ------ | ------ | ------ | ------ | ------ | ------ | ------ | ------ | ------ | ------ | ------ | ------ | ------ | ------ | ------ | ------------- | ------------- | ------------- |
| 1   | Viswanathan Anand     | 2770                    |        |        | ½      | ½      | ½      | ½      | ½      | 1      | ½      | ½      | 1      | ½      | ½      | ½      | 1      | ½      | 8½     | 0             | 3             | 57,25         |
| 2   | Serguéi Kariakin      | 2766                    | ½      | ½      |        |        | 1      | 0      | ½      | ½      | ½      | ½      | 0      | 1      | ½      | 1      | ½      | ½      | 7½     | 0             | 3             | 51,75         |
| 3   | Vladímir Krámnik      | 2787                    | ½      | ½      | 1      | 0      |        |        | 1      | ½      | ½      | ½      | ½      | ½      | 0      | ½      | 1      | 0      | 7      | 2½            | 3             | 49,25         |
| 4   | Shakhriyar Mamedyarov | 2757                    | 0      | ½      | ½      | ½      | ½      | 0      |        |        | 1      | ½      | 1      | 0      | 1      | ½      | ½      | ½      | 7      | 2             | 3             | 48,00         |
| 5   | Dmitri Andreikin      | 2709                    | ½      | ½      | ½      | ½      | ½      | ½      | ½      | 0      |        |        | 1      | ½      | ½      | 0      | 1      | ½      | 7      | 1½            | 2             | 48,50         |
| 6   | Levon Aronian         | 2830                    | ½      | 0      | 0      | 1      | ½      | ½      | 1      | 0      | ½      | 0      |        |        | 1      | ½      | ½      | ½      | 6½     | 1½            | 3             | 45,00         |
| 7   | Peter Svidler         | 2758                    | ½      | ½      | 0      | ½      | ½      | 1      | ½      | 0      | 1      | ½      | ½      | 0      |        |        | 1      | 0      | 6½     | ½             | 3             | 46,00         |
| 8   | Veselin Topalov       | 2785                    | ½      | 0      | ½      | ½      | 1      | 0      | ½      | ½      | ½      | 0      | ½      | ½      | 1      | 0      |        |        | 6      | 0             | 2             | 42,25         |

### Resultados
El Campeonato Mundial se disputará entre el vigente campeón, Magnus Carlsen, y el ganador del Torneo de Candidatos 2014, Viswanathan Anand. En la primera partida, ambos jugadores han pactado tablas después de una intensa lucha dentro de la apertura Grünfeld (Ver reportaje Archivado el 9 de noviembre de 2014 en Wayback Machine.). En la segunda ronda, el noruego se impuso firmemente con la apertura española, dejando el marcador 1,5 a 0,5 a su favor. En la tercera ronda jugada el martes 11, Anand, jugando con blancas, logró su primer triunfo. Las cuarta y quinta rondas, al igual que la primera, terminaron en tablas, mientras que la sexta fue ganada por Carlsen con blancas, dejando el marcador 3,5 a 2,5. Las partidas 7.ª, 8.ª, 9.ª y 10.ª terminaron en tablas, manteniendo Carlsen la ventaja, dejando el marcador 5,5 a 4,5. Finalmente, la partida 11.ª terminó con victoria de Magnus Carlsen, permitiendo al noruego revalidar su título de campeón del mundo.
|                   | Rating | Juego 1 8 Nov. | Juego 2 9 Nov. | Juego 3 11 Nov. | Juego 4 12 Nov. | Juego 5 14 Nov. | Juego 6 15 Nov. | Juego 7 17 Nov. | Juego 8 18 Nov. | Juego 9 20 Nov. | Juego 10 21 Nov. | Juego 11 23 Nov. | Juego 12 25 Nov. | Puntos |
| ----------------- | ------ | -------------- | -------------- | --------------- | --------------- | --------------- | --------------- | --------------- | --------------- | --------------- | ---------------- | ---------------- | ---------------- | ------ |
| Magnus Carlsen    | 2863   | ½              | 1              | 0               | ½               | ½               | 1               | ½               | ½               | ½               | ½                | 1                | -                | 6½     |
| Viswanathan Anand | 2792   | ½              | 0              | 1               | ½               | ½               | 0               | ½               | ½               | ½               | ½                | 0                | -                | 4½     |